# 鋳銭場
鋳銭場（いせんば）は、宮城県石巻市にある町名。旧牡鹿郡石巻町のち石巻市の石巻字鋳銭場・石巻字赤土山下の各一部に相当する。郵便番号は986-0826。住民基本台帳に基づく人口は112人、世帯数は63世帯（2025年4月30日現在）。全域で住居表示が実施されている。

## 概要
石巻市の南部に位置する町丁で、行政区画としては1966年（昭和41年）に成立し、それ以前は石巻字鋳銭場・石巻字赤土山下の一部であった。JR石巻線所属の駅である石巻駅を含む駅の南東一帯を範囲とする。地区の北端を石巻線が走っており、南は市内の有数の繁華街である立町と接する。
また、千石町と接する東端には「鋳銭場」の名称の由来であり、銭貨を鋳造した石巻鋳銭場跡がある。

## 歴史

### 石巻鋳銭場の歴史
享保年間以降、仙台藩が銭貨不足を解消するために幕府から許可を得て、原料や燃料が豊富で輸送に便利な石巻で多くの銭を鋳造した。その銭は銭貨不足を解消するだけではなく、藩の財政をも潤し、幕末まで常時200〜300人が働き断続的に鋳造が続けられた。
はじめのうちは銅一文銭が鋳造され、領内は元より江戸でも売り払われた。その後、質の悪い鉄一文銭が鋳造され、これが領外に流出して銭相場を下落させ、全国的な経済混乱の一因となるなど当時の経済に大きな影響力を持っていたことが窺える。
また、1837年（天保8年）の平面図によれば、石巻鋳銭場は周囲を堀と竹矢来に囲まれており、「表御門」「改御門」「黒御門」「納御門」と四つの門があり、鋳銭するだけに非常に厳重な構造になっていた。

## 学校
域内に学校はないが、市立の公立小・中学校に通う場合、学区は以下の通りとなる。
| 番地 | 小学校             | 中学校             |
| ---- | ------------------ | ------------------ |
| 全域 | 石巻市立住吉小学校 | 石巻市立住吉中学校 |

## 施設
- 石巻市医師会館[6]
- 石巻市保健相談センター
- 石巻公証役場

## 交通

### 鉄道
- 石巻駅（JR石巻線・仙石線・仙石東北ライン）[6]

### 道路
- 宮城県道6号石巻停車場線